# Kenny van Hummel
Kenny Robert van Hummel (Arnhem, 30 september 1982) is een voormalig Nederlands wielrenner. Hij reed onder andere voor Vacansoleil-DCM en Skil-Shimano. Zijn specialiteit was de sprint.

## Biografie
Op zijn zevende begon Kenny van Hummel met wielrennen. Een jaar later werd hij lid van de wielervereniging De Adelaar in Apeldoorn. Na een succesvolle carrière bij de jeugd, kwam hij in 1998 terecht bij Rabobank. Hij kwam zowel op de weg als in het veld uit.
In 2004 maakte hij de overstap naar Van Hemert-Eurogifts. Van Hummel was de snelste in een massasprint in de ZLM Tour. Bij het nationaal kampioenschap voor beloftenwerd hij tweede. Een jaar later werd Van Hummel Nederlands kampioen op de weg bij de elite zonder contract en won hij vijf criteriums.
Van Hummel verruilde zijn ploeg Eurogifts in 2006 voor Skil-Shimano. In dat jaar behaalde hij ereplaatsen in onder andere ritten in de Ronde van België en de ENECO Tour. Als winnaar van een massasprint won hij de eendagswedstrijd Ronde van Noord-Holland.
Voor Van Hummel was 2009 bijzonder succesvol, met de meimaand als grote uitschieter. Deze maand wist hij vijf zeges te behalen onder andere in de eendagswedstrijd Dutch Food Valley Classic en won hij een etappe in de Vierdaagse van Duinkerke Ook bevestigde hij zijn reputatie als goede sprinter. Ook in mei nam hij de leiding in de UCI Europe Tour-rangschikking waar hij tot 25 juni 2009 bovenaan zou staan. Eerder had hij het podium al gehaald in de Ronde van Drenthe en de Scheldeprijs. Eind juni reed Van Hummel een hele dag voorin tijdens het Nederlands kampioenschap op de weg. In een sprint kwam hij net te kracht kort om van Koos Moerenhout te winnen.
Zijn ploeg Skil-Shimano, dankzij een wildcard deelnemend aan de ronde van Frankrijk 2009, selecteerde hem om in de Tour de France van start te gaan. Van Hummel vertrok als eerste in de eerste etappe, een korte tijdrit in Monaco, waar hij eindigde als voorlaatste. Na de zesde etappe met finish op de Montjuïc in Barcelona, kwam hij op de laatste plaatst terecht. In de bergetappes die volgden 'verstevigde' Van Hummel deze laatste plaats door, na soms meer dan 150 kilometer alleen te hebben gereden, telkens op grote achterstand te finishen. Door zijn bijna dagelijkse gevecht tegen de tijdslimiet, zijn houding en uitspraken, werd hij in Nederland zeer populair. Door een val in de 17e etappe verliet hij uiteindelijk het strijdtoneel. Nadien verklaarde hij dat de Big Macs die hij op de rustdagen van de verzorger kreeg een belangrijke stimulans waren niet op te geven.
Van Hummel heeft de twijfelachtige eer dat hij door de Franse sportkrant L'Équipe werd uitgeroepen tot "slechtste klimmer ooit" in de Ronde van Frankrijk. Volgens het dagblad was het nooit eerder zijn voorgekomen dat steeds dezelfde renner in de bergetappes van één ronde als laatste finishte. Hierbij moet vermeld dat diverse andere renners al uit de uitslagen geschrapt werden omdat zij te laat binnen kwamen.
Na het opheffen van de ploeg Vacansoleil-DCM in 2013 kwam Van Hummel in 2014 bij de Italiaanse ploeg Androni Giocattoli-Venezuela in dienst. Kenny van Hummel stopte in 2015 als broodrenner.

## Erelijst
2003
- 3e etappe Tweedaagse van de Gaverstreek

2004
- ZLM Tour

2007
- Ronde van Noord-Holland

2009
- Ronde van Overijssel
- Ronde van Drenthe
- 1e etappe Vierdaagse van Duinkerke
- Batavus Prorace
- Dutch Food Valley Classic
- Tour de Rijke

2010
- 1e etappe Ronde van Picardië
- 2e etappe Ronde van België
- 4e, 5e, 7e en 9e etappe Ronde van Hainan

2011
- 1e, 2e etappe en eindklassement Ronde van Drenthe
- 8e etappe Ronde van Turkije
- Memorial Rik Van Steenbergen
- 6e, 7e en 9e etappe Ronde van Hainan

2012
- 2e etappe Ronde van Picardië

2013
- 1e etappe Arctic Race of Norway

2014
- 6e etappe Ronde van Langkawi
- 1e etappe Ronde van Azerbeidzjan
- 10e etappe Ronde van Venezuela

## Resultaten in voornaamste wedstrijden
| Jaar | Ronde van Italië | Ronde van Frankrijk | Ronde van Spanje |
| ---- | ---------------- | ------------------- | ---------------- |
| 2006 |                  |                     |                  |
| 2007 |                  |                     |                  |
| 2008 |                  |                     |                  |
| 2009 |                  | opgave              |                  |
| 2010 |                  |                     |                  |
| 2011 |                  |                     |                  |
| 2012 |                  | opgave              |                  |
| 2013 |                  |                     |                  |
| 2014 |                  |                     |                  |

| Jaar | Milaan-San Remo | Gent-Wevelgem | Ronde van Vlaanderen | Brussels Cycling Classic | Kuurne-Brussel-Kuurne |  | Wereldranglijsten |
| ---- | --------------- | ------------- | -------------------- | ------------------------ | --------------------- |  | ----------------- |
| 2006 |                 |               | opgave               |                          | 45e                   |  |                   |
| 2007 |                 |               | opgave               |                          | 6e                    |  |                   |
| 2008 |                 | 98e           | opgave               | 10e                      |                       |  |                   |
| 2009 |                 | 30e           |                      |                          | 82e                   |  |                   |
| 2010 |                 | opgave        |                      |                          | 17e                   |  | 224e (UWK)        |
| 2011 |                 |               |                      | 61e                      |                       |  |                   |
| 2012 |                 |               |                      | 9e                       | ↑                     |  | 182e (UWT)        |
| 2013 |                 |               |                      | 62e                      |                       |  |                   |
| 2014 | 106e            | 117e          |                      |                          |                       |  |                   |

## Ploegen
- 2002- Rabobank GS3
- 2003- Rabobank GS3
- 2004- Van Hemert-Eurogifts
- 2005- Eurogifts.com
- 2006- Skil-Shimano
- 2007- Skil-Shimano
- 2008- Skil-Shimano
- 2009- Skil-Shimano
- 2010- Skil-Shimano
- 2011- Skil-Shimano
- 2012- Vacansoleil-DCM Pro Cycling Team
- 2013- Vacansoleil-DCM Pro Cycling Team
- 2014- Androni Giocattoli-Venezuela

## Trivia
- Voordat hij naar Huissen verhuisde, woonde Van Hummel in Driel.[5]